# Film
 Ovo je glavno značenje pojma Film. Za druga značenja pogledajte Film (razdvojba).
| Portal:Film | Portal Film |

Film (eng. film - kožica, opna, tanki sloj) vizualna je projekcija u pokretu, najčešće ozvučena. Hrvatski naziv za film je slikopis. Razlika između filma i snimke je u tome što film gradi neko očekivanje koje zatim ispuni (npr. rijeka koja teče je snimka, a rijeka koja teče i zatim se ukaže brod je film). Filmska slika je ono što se pretežno razabire na temelju projekcije filmske snimke.
Kao i drugi oblici umjetnosti, film je namijenjen publici. Filmovi se gledaju u posebnom prostoru za projekciju (kino), ili bilo gdje drugdje (video). Film se često spominje kao sedma umjetnost, kao što je strip nazvan devetom umjetnošću.
Filmsko djelo je cjelovit te društveno i doživljajno svrhovit filmski proizvod. Film i kinematografiju sustavno proučava humanističko-znanstvena disciplina filmologija.
Prvi hrvatski igrani film je Brcko u Zagrebu, snimljen 1917. godine. Prva hrvatska produkcijska kuća bila je Croatia film k. d.

## Povijest filma

### Nijemi film
U Parizu je 22. ožujka 1895. godine prikazan film braće Lumière "Izlazak radnika iz tvornice". To je bila prva filmska predstava na svijetu. Trajala je tek nekoliko minuta, a priređivačima je donijela prihod od 35 franaka jer je toj projekciji prisustvovalo svega 35 gledatelja koji su platili cijenu ulaznice od po 1 franak. Zanimljivo je spomenuti kako je toj prvoj projekciji prisustvovao i sam Georges Méliès koji se inače smatra "ocem animacije" odnosno ocem filmskog pravca koji nazivamo fikcijom-snovima.

### Zvučni film
Sinkronizaciju filma, tj. istovremeno odvijanje slike i zvuka, omogućila je fotostanica.
Prvi zvučni film službeno je prikazan 1927. u Americi, a nosio je naziv "Pjevač jazza" ili "Jazz pjevač". U glavnoj ulozi bio je glumac Al Jolson, a treba spomenuti da se sinkronizacija nije odnosila na cjelokupan film. Naime, samo dijelovi koji su se odnosili na glazbene točke bili su sinkronizirani, a ostali igrani dijelovi bili su projicirani kao i prijašnji filmovi.

## Žanrovi
- Biografski film
- Animirani film
- Povijesni film
- Komedija
- Kriminalistički
- Vestern
- Ljubavni film
- Mjuzikl
- Drama
- Avanturistički film
- Triler
- Znanstvenofantastični (SF ili ZF)
- Horor
- Dugometražni film
- Dokumentarni film
- Eksperimentalni film
- Kratkometražni film
- Jednominutni film

## Ljudi koji rade na filmu (zanimanja)
- Redatelj
- Scenarist
- Filmski producent
- Casting director
- Odnosi s javnošću
- Snimatelj
- Montažer
- Glumci
- Skladatelj
- Šminker
- Kostimograf
- Scenograf
- Masker
- Statisti
- Kaskaderi
- Vozači
- Snimatelj zvuka

## Filmska umjetnost
- Filmske udruge
- Filmski festivali
- Filmske nagrade
- Filmska glazba

## Poveznice
- Kinematografije po državama
- Popis filmova
- Popis glumaca
- Popis redatelja
- Povijest filma
- Oscar

## Vanjske poveznice
- Baza podataka hrvatskih filmova  Arhivirana inačica izvorne stranice od 11. srpnja 2012. (Wayback Machine)
- Hrvatski portal o filmu
- Drugačiji filmski portal o sedmoj umjetnosti  Arhivirana inačica izvorne stranice od 22. svibnja 2019. (Wayback Machine)
- Filmski leksikon